# Hans Brockenhuus-Løwenhielm
Hans Brockenhuus-Løwenhielm (født Brockenhuus) (20. august 1679 i Norge – 22. september 1734 på Vejrupgård) var en dansk officer og godsejer, bror til Johan Frederik Brockenhuus.
Han var en søn af generalmajor Caspar Christopher Brockenhuus og Cathrine Hedevig Løwenhielm. Da hans morfader, den berømte generalmajor Hans von Løwenhielm, ingen sønner efterlod sig, blev han som ældste dattersøn hovedarving til bedstefaderens store ejendomme på det vilkår, at han skulle antage familien Løwenhielms navn og våben. Den kgl. bevilling hertil fik han 1697, og da Løwenhielm døde 1699, tilfaldt ham således flere gårde, hvoriblandt Vejrup og Selleberg i Fyn, der gik i arv til hans efterkommere tillige med det nye navn, han havde antaget. Senere – 1707 – købte han desuden Sanderumgård. 
Brockenhuus-Løwenhielm var tidlig trådt ind i Hæren, blev allerede oberstløjtnant ved Dragonerne 1705 og trådte samtidig ind i Generalstaben (til 1709). Han deltog i felttoget i Skåne og blev 1710 oberst i rytteriet og chef for 1. sjællandske Rytterregiment. Han udmærkede sig meget i krigen og kæmpede især fortrinlig i slaget ved Helsingborg og ligeledes senere i Nordtyskland. I slaget ved Gadebusch 1712 fik han hesten skudt under sig og blev efter en kæk kamp såret og fanget, men atter udvekslet. Han døde 22. september 1734 som generalmajor.

## Familie
Ved Ide Sophie von Gersdorff (31. oktober 1686 – 10. marts 1726), en datter af generalløjtnant Frederik von Gersdorff og Edele Margrethe Krag, blev han stamfader til den endnu levende slægt. De fik seksten børn, hvor fem døde som spædbørn andre meget små, og tre andre i en meget ung alder. Blandt dem der blev voksne, kan nævnes: 
- Johan Frederik Brockenhuus von Løwenhielm (1706-1764), der blev gift med Ingeborg Cathrine Høeg (-1769), var 1732 løjtnant i livgarden til hest, 1740 major af kavaleriet, blev 1744 Amtmand i Bratsberg amt;
- Edel Margrethe Brockenhuus von Løwenhielm (1708-1767),  gift 1. gang med major Jørgen Ernst von Hobe (1666-1743), til Beestland og Nielstrup, 2. gang med Johan Lehn (1705-1760), til Hvidkilde og Lehnskov, adlet 1731;
- Cathrine Hedevig Brockenhuus von Løwenhielm (1709-1792,), blev gift med Matthias Leth (1704-1783), til Sanderumgaard, Davinde sogn, Åsum herred, 1724 kornet i 1. Jyske rytter regiment, 1728 ritmester ved Schubarts (senere Holstenske) kyrasserregiment, 1738 sekondmajor, 1743 premiermajor, 1754 oberstløjtnant, 1755 oberst, adlet 1757, 1765 generalmajor, 1774 generalløjtnant og Hvid ridder;
- Erik Brockenhuus von Løwenhielm (1710-1762), til Vejrupgård, blev gift med Edel Rodsteen Dyre (1707-1782),  var 1728 løjtnant ved livregimentet til hest, 1733 ritmester, 1742 major af kavaleriet, 1740-45 garnisoneret i Segeberg og Oldesloe, tog 1745 afsked som oberstløjtnant;
- Ide Sophie Brockenhuus von Løwenhielm (1712-1768), blev gift med Casper Hermann Brügmann (1705 - 1781), til Østergård, 1728 løjtnant ved 1. Fynske kavaleriregiment, 1734 dimitterede med ritmesters karakter, 1748 major og kaptajn ved Fynske regiment til fods, 1751 kirkeinspektør for Fyn og Lolland og Etatsråd, 1760 Konferensråd.
- Vibeke Malene Brockenhuus von Løwenhielm (1714-1753), gift med Christian Wind von Bülow af Wedendorf (1712-1752), løjtnant i Fynske rytter regiment 1733, 1746 ritmester, 1747 major, 1749 vicekommandant i Nyborg;
- Hans Brockenhuus von Løwenhielm (1715-1752), gift med Vibeke Knudsdatter Juel (1704-1773), var 1733 kornet, 1734 forsat til Neubergs geworbne rytter regiment, 1737 premierløjtnant i 2. Fynske rytter regiment, 1739 ritmester, 1750 major;
- Caspar Christopher Brockenhuus von Løwenhielm (1719-1752), til Sellebjerg, gift med Sophie Magdalene Dorothea von Rauch (1714-1797), var 1735 kornet ved 2. fynske rytterregiment, 1737 løjtnant, 1740 ritmester.